# Herzogianthaceae
Herzogianthaceae, rod jetrenjarki smješten u vlastitu porodicu Herzogianthaceae, dio je reda Ptilidiales.

## Vrste
Sastoji se od dvije vrste:
1. Herzogianthus sanguineus R.M. Schust.
2. Herzogianthus vaginatus (Herzog) R.M. Schust.